# Offensive Security
Offensive Security ist ein amerikanisches IT-Unternehmen. Seit 2007 bietet das Unternehmen unter anderem Open-Source Projekte, IT-Sicherheitskurse und eine Linuxdistribution an. Offensive Security wurde von Mati Aharoni und Devon Kearns gegründet. Die Mitarbeiter sind Experten im Gebiet der IT-Sicherheit und -Forensik.

Die Firma bietet Sicherheitsberatung und -training für andere Firmen der Technologiebranche und Privatpersonen an.

## Projekte

### BackTrack
Offensive Security ist für die Entwicklung der Linuxdistribution BackTrack bekannt. BackTrack entstand 2006 als Fusion der vorher voneinander unabhängigen Distributionen Whoppix/Whax und Auditor Security Collection. Die Distribution diente der Überprüfung der Sicherheit einzelner Rechner und gesamter Netzwerke sowie zur forensischen Analyse angegriffener Systeme. Es gab vier auf Slackware basierte Versionen. Die fünfte und letzte Version hatte Ubuntu als Grundlage.

Mit der Veröffentlichung der Nachfolgedistribution Kali Linux im März 2013 wurde BackTrack eingestellt.

### Kali Linux
Kali Linux basiert im Gegensatz zu seinem Vorgänger BackTrack auf Debian. Das Betriebssystem enthält über 300 Programme, die für Penetrationstests und digitale Forensik verwendet werden.

 Kali NetHunter ist die Version für  Androidgeräte. Es gibt auch ARM Versionen (z. B. für den Raspberry Pi).

Offensive Security bietet ein Buch namens Kali Linux Revealed an, das sowohl als kostenloses Download, als auch als Taschenbuch zur Verfügung steht. In diesem Buch wird Kali Linux verständlich erklärt.

### Exploit-DB
In der „Exploit Datenbank“ stellen Informatiker und White-Hats sogenannte „Exploits“ zur Verfügung.

### GHDB
Die „Google Hacking Datenbank“ ist ein Ableger der Exploit Datenbank, in dem sogenannte „Google Dorks“ gesammelt werden. Dabei handelt es sich um Techniken mit denen öffentlich zugängliche sensible Daten aufgespürt werden können.

### VulnHub
Im „VulnHub“ werden Virtuelle Maschinen bereitgestellt, die eingebaute Schwachstellen (en. Vulnerabilities) haben. Damit können Penetrationstester auf legalem Weg das Durchführen von Schwachstellenanalysen lernen und üben.

### MSFU
Der kostenlose Onlinekurs „Metasploit Unleashed“ bietet eine Möglichkeit, die Arbeit mit dem Metasploit Framework zu lernen. Offensive Security möchte mit diesem Kurs außerdem auf die Armut vieler Kinder in Ostafrika aufmerksam machen und wirbt für die Nonprofit-Organisation „Hackers for Charity“.

## Kurse
Offensive Security bietet im Zusammenhang mit Kali Linux mehrere Kurse mit anschließender Abschlussprüfung an.
| Kürzel  | Zertifikat                                               |
| ------- | -------------------------------------------------------- |
| PEN-200 | OSCP (Offensive Security Certified Professional)         |
| PEN-210 | OSWP (Offensive Security Wireless Professional)          |
| PEN-300 | OSEP (Offensive Security Experienced Penetration Tester) |
| WEB-300 | OSWE (Offensive Security Web Expert)                     |
| EXP-301 | OSED (Offensive Security Exploit Developer)              |
| EXP-401 | OSEE (Offensive Security Exploitation Expert)            |

Die Benennung der Kurse unterliegt einem bestimmten Schema. Die drei Buchstaben stehen für die Kategorie (PEN = Penetrationstests, WEB = Webattacken, EXP = Exploits). Die drei nachfolgenden Zahlen geben an:
1. den Schwierigkeitsgrad (von 1 bis 4)
2. bei mehreren Kursen derselben Kategorie und Schwierigkeitsstufe, die Kursnummer (Standard 0)
3. das Betriebssystem (0 = alle Betriebssysteme, 1 = Windows, 2 = macOS, 3 = Linux)

Um das OSCP Zertifikat zu erhalten, muss der Prüfling in der Abschlussprüfung mindestens 70 von 100 Punkten erreichen.